# Ганжевка
Ганжевка (укр. Ганжівка) — село,
Золотаревский сельский совет,
Кобелякский район,
Полтавская область,
Украина.
Код КОАТУУ — 5321882204. Население по переписи 2001 года составляло 342 человека.

## Географическое положение
Село Ганжевка находится на правом берегу реки Кобелячка, выше по течению примыкает село Медяновка, ниже по течению на расстоянии в 1,5 км расположен город Кобеляки.
Рядом проходит автомобильная дорога Р-52.

## Экономика
- Кобелякский кирпичный завод.

## Экология
- Рядом с селом расположен полигон для захоронения бытового мусора.